# Sommedieue
Sommedieue és un municipi francès situat al departament del Mosa i a la regió del Gran Est. L'any 2007 tenia 937 habitants.

## Demografia

### Població
El 2007 la població de fet de Sommedieue era de 937 persones. Hi havia 344 famílies, de les quals 100 eren unipersonals (32 homes vivint sols i 68 dones vivint soles), 92 parelles sense fills, 120 parelles amb fills i 32 famílies monoparentals amb fills.
La població ha evolucionat segons el següent gràfic:
Habitants censats

### Habitatges
El 2007 hi havia 404 habitatges, 344 eren l'habitatge principal de la família, 13 eren segones residències i 47 estaven desocupats. 306 eren cases i 60 eren apartaments. Dels 344 habitatges principals, 229 estaven ocupats pels seus propietaris, 110 estaven llogats i ocupats pels llogaters i 5 estaven cedits a títol gratuït; 13 tenien una cambra, 18 en tenien dues, 42 en tenien tres, 80 en tenien quatre i 191 en tenien cinc o més. 243 habitatges disposaven pel capbaix d'una plaça de pàrquing. A 138 habitatges hi havia un automòbil i a 147 n'hi havia dos o més.

### Piràmide de població
La piràmide de població per edats i sexe el 2009 era:
| Homes | Edats   | Dones |
| ----- | ------- | ----- |
| 0     | 95 o +  | 0     |
| 0     | 90 a 94 | 8     |
| 0     | 85 a 89 | 28    |
| 4     | 80 a 84 | 20    |
| 20    | 75 a 79 | 24    |
| 20    | 70 a 74 | 32    |
| 16    | 65 a 69 | 28    |
| 28    | 60 a 64 | 12    |
| 0     | 55 a 59 | 32    |
| 32    | 50 a 54 | 24    |
| 32    | 45 a 49 | 32    |
| 24    | 40 a 44 | 24    |
| 44    | 35 a 39 | 20    |
| 36    | 30 a 34 | 48    |
| 36    | 25 a 29 | 24    |
| 32    | 20 a 24 | 20    |
| 12    | 15 a 19 | 32    |
| 52    | 10 a 14 | 4     |
| 28    | 5 a 9   | 28    |
| 24    | 0 a 4   | 28    |

## Economia
El 2007 la població en edat de treballar era de 558 persones, 428 eren actives i 130 eren inactives. De les 428 persones actives 382 estaven ocupades (226 homes i 156 dones) i 46 estaven aturades (20 homes i 26 dones). De les 130 persones inactives 33 estaven jubilades, 43 estaven estudiant i 54 estaven classificades com a «altres inactius».

### Ingressos
El 2009 a Sommedieue hi havia 352 unitats fiscals que integraven 850 persones, la mediana anual d'ingressos fiscals per persona era de 15.299 €.

### Activitats econòmiques
Dels 28 establiments que hi havia el 2007, 1 era d'una empresa alimentària, 4 d'empreses de fabricació d'altres productes industrials, 5 d'empreses de construcció, 5 d'empreses de comerç i reparació d'automòbils, 1 d'una empresa de transport, 3 d'empreses d'hostatgeria i restauració, 2 d'empreses financeres, 4 d'empreses immobiliàries, 1 d'una empresa de serveis, 1 d'una entitat de l'administració pública i 1 d'una empresa classificada com a «altres activitats de serveis».
Dels 7 establiments de servei als particulars que hi havia el 2009, 1 era una oficina de correu, 1 fusteria, 3 lampisteries, 1 electricista i 1 restaurant.
Dels 2 establiments comercials que hi havia el 2009, 1 era una botiga de menys de 120 m² i 1 una botiga de mobles.
L'any 2000 a Sommedieue hi havia 3 explotacions agrícoles que ocupaven un total de 198 hectàrees.

## Equipaments sanitaris i escolars
El 2009 hi havia una escola elemental.

## Poblacions més properes
El següent diagrama mostra les poblacions més properes.